# Colegio La Salle El Carmen
El Colegio La Salle - El Carmen es un colegio de los Hermanos de las Escuelas Cristianas ubicado en la plaza de San Juan Bautista de la Salle del Ensanche Modernista de Melilla, en España. Forma parte del Conjunto Histórico Artístico de la Ciudad de Melilla, un Bien de Interés Cultural.

## Historia
Desde el 16 de septiembre de 1912 hasta 1915 el colegio estuvo ubicado en una casa de la calle O´Donell. Por falta de espacio y la llegada de nuevos alumnos se tuvo que construir un colegio nuevo. 
El ala principal y la planta baja de las dos laterales fueron construidas entre el 2 de enero de 1916 y el 25 de agosto de 1918 según diseño del ingeniero Emilio Alzugaray en un terreno obtenido el 2 de diciembre de 1913.
En 1921 sirvió de hospital de oficiales por el Desastre de Annual, y la atención de los Hermanos de la Escuelas Cristianas en el cuidado de los heridos  y en Monte Arruit con la sepultura de los cadáveres de los caídos españoles, especialmente de Eladio Alonso, hicieron que su majestad Alfonso XIII entregase una bandera de España al centro.
A mediados de agosto de 1922 se remodela la planta baja del edificio, se construye la escalera principal y se amplia el ala derecha, por Enrique Nieto, terminada en septiembre de 1924 y el 26 octubre de ese año se inaugura y bendice la capilla por el sacerdote José Casasola.
En 1963 se moderniza la capilla y en 1970 se inaugura y bendice la piscina empezada a construir en agosto de 1969.
Las aulas de Educación infantil se remodelan en el 2001 según proyecto del arquitecto Manuel Ángel Quevedo Mateos, la cubierta parcial se construye en el 2003 según proyecto del arquitecto Manuel Ángel Quevedo Mateos, los aseos de alumnos son remodelados en el 2004 según proyecto del arquitecto técnico Antonio J. Pérez Muiño, las viviendas de la comunidad son reformadas en el 2005 según proyecto del arquitecto Manuel Ángel Quevedo Mateos, la planta baja del ala principal es reformada entre el 2005 y 2006 según proyecto del arquitecto Manuel Ángel Quevedo Mateos, lo nuevos vestuarios y accesos a la piscina son construidos entre el 2009 y el 2011 según proyecto de los arquitectos Manuel Ángel Quevedo Mateos y Carolina Quevedo Fernández y se restauración las fachadas en el 2011. En el 2018 se rehabilita la capilla.

## Descripción
Se organiza a través de un gran patio central con galerías y de él destaca su fachada principal, de Emilio Alzugaray con unos bajos rotundos, con sólo líneas horizontales, con la puerta de entrada de madera adintelada, que lleva al balcón con balaustre de la planta principal, con ventanas de preciosas molduras, que se separan con pilastras, todo rematado con balaustradas, a excepción de las alas, con frontones curvos con un óculo y el de la calle central, con un cuerpo también con óculo y terminado con el emblema de La Salle.
También destaca su salón de actos, antigua capilla, de Enrique Nieto neorrenacentista, con amplios ventanales con arcos de medio punto, cornisas y bellos remates, en su exterior, y en su interior, con una única nave, que empezaba en un nártex, hoy la actual capilla, con un coro alto y termina en un ábside redondo, sobreelevado, que hoy es el escenario, las pilastras de sus paredes llevan a las cornisas y de allí al techo, de tres bóvedas de crucería de hormigón por tramo.

## Reconocimientos
- En 1950 recibe la Medalla de Oro de Melilla

- En 2011 el centro vuelve a recibir la enseña nacional por el comandante general de Melilla en representación de Juan Carlos I, en el 90 aniversario del desastre.[3]
- En 2019 se proclama año jubilar lasaliano por el 300 aniversario de la muerte de San Juan Bautista De La Salle